# Christian Murro
Christian Murro (Saronno, 19 mei 1978) is een Italiaans wielrenner.

## Belangrijkste overwinningen
2004
- GP Industria e Commercio Artigianato Carnaghese

2006
- Sint-Elooisprijs

2007
- Ronde van de Drie Valleien

## Resultaten in voornaamste wedstrijden
| Jaar | Brabantse Pijl |
| ---- | -------------- |
| 2006 | 25e            |
| 2007 | 8e             |

Betts ·
Bosisio ·
Davis ·
Fajt · 
Frattini ·
Ginestri ·
Jones ·
Klemenčič · 
McPartland ·
Murro · 
Pietropolli ·  
Podgornik · 
Rogina ·
Serina ·
Tonetti · 
Guidi (stagiair)  
Baldato ·
Bertuola ·
Bosisio ·
Bossoni ·
Codol ·
Cucinotta ·
De Matteis ·
Ginestri ·
Machado · 
McPartland ·
Murro · 
Pérez ·
Petito ·
Pidhorny · 
Pietropolli ·  
Salerno · 
Urán ·
Ferrari (stagiair)  
Bertuola ·
Bosisio ·
Corsini ·
Cucinotta ·
De Matteis ·
Ermeti ·
Ferrari ·
Golčer ·
Laganà ·
Machado · 
Murro · 
Pidhorny · 
Piemontesi ·
Pietropolli ·  
Sabatino ·
Salerno · 
Santambrogio (tot 15/07)
Baldato ·
Ballan  ·
Bandiera ·
Bindi · 
Bono ·   
Bossoni ·  
Bruseghin ·
Cunego ·
Fornaciari · 
Gavazzi ·
Grendene · 
Longo ·
Loosli ·
Lorenzetto ·
Marzano ·
Mori ·
Murro ·
Napolitano ·
Pelánek · 
Righi ·
Santambrogio ·
Špilak ·
Szmyd · 
Tiralongo ·
Vila ·
Boets (stagiair) ·
Dabrowski (stagiair) ·
Saronni (stagiair)